# Groupe du Rassemblement démocratique et social européen
Gruppen for den europæiske demokratiske og sociale samling (fransk: Groupe du Rassemblement démocratique et social européen) (RDSE) er en gruppe i det franske senat.
Gruppen blev stiftet i 1892, og den er den ældste gruppe i senatet. Oprindeligt hed gruppen Den venstredemokratiske Gruppe (Groupe de la Gauche Démocratique), og den har senere haft andre navne. Det nuværende navn er fra 1995.
Begge de to radikale partier er repræsenterede i gruppen, derfor betragtes den undertiden som senatets radikale gruppe.

## Sammensætning
I 2020 havde gruppen 15 medlemmer.

## Radikale medlemmer
- 4 senatorer fra Den radikale bevægelse (MR)
- 2 senatorer fra Det radikale venstreparti (PRG)

## Andre medlemmer
- 3 senatorer fra Socialistpartiet (PS)
- én senator fra La Force du 13 (LFD13)
- 3 senatorer fra Diverse venstre (DVG)
- én senator fra Territorier og fremskridt (TdP)
- én senator fra Republikanerne (LR), der repræsenter Saint-Pierre og Miquelon

## Formand
Den 3. oktober 2017 blev Jean-Claude Requier (dengang PRG, senere MR) valgt til formand for RDSE.

## Gruppens navne
- 1892 – Den venstredemokratiske Gruppe (Groupe de la Gauche Démocratique)
- 1907 – Den venstredemokratiske, radikale og radikal-socialistiske Gruppe (Groupe de la Gauche Démocratique Radicale et Radical-Socialiste)
- 1949 – Gruppen for samling af venstrerepublikanere og venstredemokrater (Groupe du Rassemblement des Gauches Républicaines et de la Gauche Démocratique)
- 1951 – Gruppen af venstredemokrater og for samling af venstrerepublikanere (Groupe de la Gauche Démocratique et du Rassemblement des Gauches Républicaines)
- 1956 – Gruppen af venstredemokrater (Groupe de la Gauche Démocratique)
- 1989 – Gruppen for den europæiske demokratiske samling (Groupe du Rassemblement Démocratique Européen)
- 1995 – Gruppen for den europæiske demokratiske og sociale samling (Groupe du Rassemblement Démocratique et Social Européen) (RDSE)